# John Putch
John Putch (Chambersburg, 27 luglio 1961) è un attore e regista statunitense.
È noto soprattutto per il suo ruolo ricorrente come Bob Morton nella Situation comedy degli anni '70 Giorno per giorno e come Sean Brody nel film Lo squalo 3.

## Filmografia

### Regista

#### Cinema
- Intrepid - La nave maledetta (Intrepid) (2000)
- American Pie presenta: Il manuale del sesso (American Pie Presents the Book of Love) (2009)
- Beethoven - L'avventura di Natale (Beethoven's Christmas Adventure) (2011)

#### Televisione
- BeetleBorgs - serie TV (1996–1998)
- I Finnerty (Grounded for Life) - serie TV (2002-2005)
- Scrubs - Medici ai primi ferri (Scrubs) - serie TV (2007-2010)
- Cougar Town - serie TV (2009-2015)
- American Housewife - serie TV (2017-2018)
- Natale a Biltmore (A Biltmore Christmas) - film TV (2023)

### Attore

#### Cinema
- Lo squalo 3 (Jaws 3-D), regia di Joe Alves (1983)
- Sacco a pelo a tre piazze (The Sure Thing), regia di Rob Reiner (1985)
- Il giallo del bidone giallo (Men at Work), regia di Emilio Estevez (1990)
- Sotto il segno del pericolo (Clear and Present Danger), regia di Phillip Noyce (1994)
- Generazioni (Star Trek: Generations), regia di David Carson (1994)
- Vacanze a modo nostro (Camp Nowhere), regia di Jonathan Prince (1994)
- Il fiume della grande paura (Same River Twice), regia di Scott Featherstone (1996)
- Rischio mortale (Chain of Command), regia di John Terlesky (2000)

#### Televisione
- Star Trek: The Next Generation - serie TV, episodio 2x08 (1989)
- Casa Keaton (Family Ties) - serie TV, episodio 2x11 (1984)